# روبرت أ. ميلر
روبرت أ. ميلر (بالإنجليزية: Robert A. Miller)‏ هو محامي وقاضي أمريكي، ولد في 1939.